# Tapaz
Tapaz is een gemeente in de Filipijnse provincie Capiz op het eiland Panay. Bij de laatste census in 2007 had de gemeente ruim 47 duizend inwoners.

## Geografie

### Bestuurlijke indeling
Tapaz is onderverdeeld in de volgende 58 barangays:
| - Abangay - Acuña - Agcococ - Aglinab - Aglupacan - Agpalali - Apero - Artuz - Bag-Ong Barrio - Bato-bato - Buri - Camburanan - Candelaria - Carida - Cristina - Da-an Banwa - Da-an Norte - Da-an Sur - Garcia - Gebio-an | - Hilwan - Initan - Katipunan - Lagdungan - Lahug - Libertad - Mabini - Maliao - Malitbog - Minan - Nayawan - Poblacion - Rizal Norte - Rizal Sur - Roosevelt - Roxas - Salong - San Antonio - San Francisco | - San Jose - San Julian - San Miguel Ilawod - San Miguel Ilaya - San Nicolas - San Pedro - San Roque - San Vicente - Santa Ana - Santa Petronila - Senonod - Siya - Switch - Tabon - Tacayan - Taft - Taganghin - Taslan - Wright |

## Demografie
Tapaz had bij de census van 2007 een inwoneraantal van 47.059 mensen. Dit zijn 2.974 mensen (6,7%) meer dan bij de vorige census van 2000. De gemiddelde jaarlijkse groei komt daarmee uit op 0,90%, hetgeen lager is dan het landelijk jaarlijks gemiddelde over deze periode (2,04%). Vergeleken met de census van 1995 is het aantal mensen met 6.250 (15,3%) toegenomen.

De bevolkingsdichtheid van Tapaz was ten tijde van de laatste census, met 47.059 inwoners op 517,18 km², 91 mensen per km².